# Ünal Kaymakci

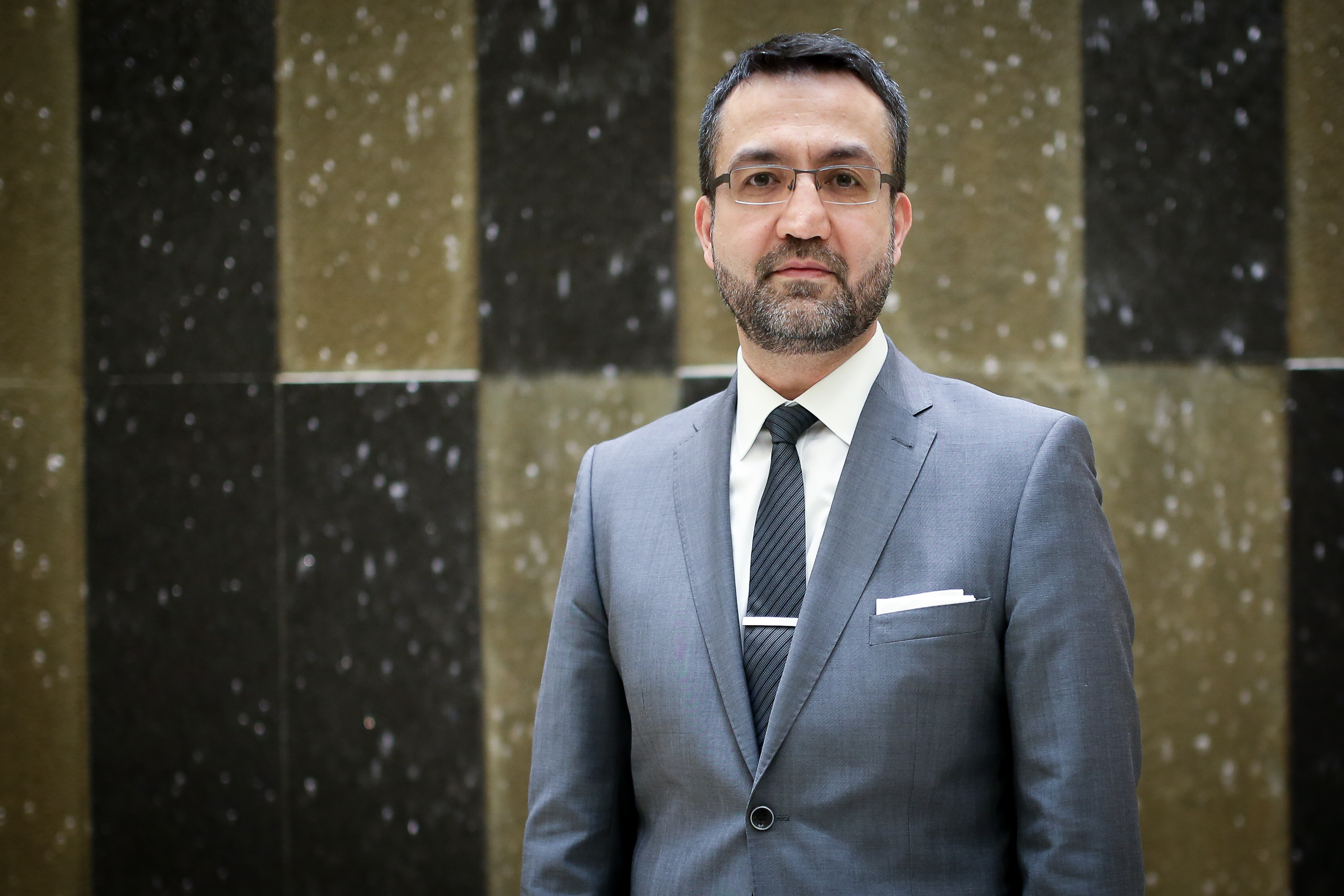
Ünal Kaymakci, 2018

Ünal Kaymakci (* 20. Juni 1972 in Frankfurt am Main) ist Rechtsanwalt und Fachanwalt für Arbeitsrecht in Frankfurt am Main. Er ist Inhaber der Frankfurter Anwaltskanzlei Kaymakci & Koll. Rechtsanwälte. 

## Rechtsanwaltskanzlei
Kaymakci & Koll. Rechtsanwälte ist eine wirtschaftsrechtlich ausgerichtete Anwaltskanzlei mit Sitz in Frankfurt am Main. Die Kanzlei hat sich auf die Beratung im Bereich des Arbeitsrechts, von ausländischen Unternehmen sowie Start-ups spezialisiert. Ihr Tätigkeitsbereich umfasst die Unternehmensgründung, das Immobilienrecht, das Arbeitsrecht und das Business-Immigrationsrecht. Kaymakci erzielte 2009 vor dem Bundesarbeitsgericht in Erfurt einen bedeutenden juristischen Erfolg in einem arbeitsrechtlichen Klageverfahren, das sich auf das Betriebliche Eingliederungsmanagement bezog und insofern bis heute einen Präzedenzfall darstellt (Bundesarbeitsgericht, Urteil v. 10.12.2009, 2 AZR 400/08). Im Jahr 2017 vertrat er erfolgreich Fuat Sezgin gegen den Vorwurf des Verstoßes gegen das Kulturgutschutzgesetz, was zur Einstellung des Verfahrens führte. Auf Einladung des Hessischen Landtags nahm Kaymakci an öffentlichen Anhörungen im Rahmen des Gesetzgebungsverfahrens teil und war im Jahr 2013 am Abschlussbericht der Enquetekommission "Migration und Integration" des Hessischen Landtags beteiligt.

## Ehrenamtliche Tätigkeiten
Im Rahmen seines ehrenamtlichen Engagements ist er seit Jahren auf kommunaler, Landes- und Bundesebene in der islamischen Community in Deutschland aktiv. Zusätzlich hat er mehrere interreligiöse Initiativen mitbegründet oder geleitet, darunter den Rat der Religionen in Frankfurt am Main, Träger des Integrationspreises der Stadt Frankfurt. Er ist stellvertretender Vorsitzender der Islamischen Religionsgemeinschaft Hessen  und der Hazrat Fatima Moschee in Frankfurt. Als solcher ist er maßgeblich verantwortlich für den Bau eines repräsentativen islamischen Zentrums im Frankfurter Stadtteil Hausen. Der Bau des Zentrums wurde nach intensiver gesellschaftlicher Debatte in der Stadtgesellschaft und Anfeindungen von Rechtsextremisten mit breiter Unterstützung der Zivilgesellschaft und der Oberbürgermeisterin Petra Roth von der Stadt Frankfurt im Jahre 2007 genehmigt wurde. In seiner Rolle als Sprecher der Gemeinde betonte Kaymakci, dass der Schritt von Hinterhofmoscheen zu öffentlichen Zentren eine wichtige Entwicklung hin zu mehr Transparenz und Teilhabe im Leben der muslimischen Community sei, von der die gesamte Gesellschaft profitiere. Im Jahr 2009 wurde er auf Einladung des hessischen Justizministers Jörg-Uwe Hahn Mitglied des "Runden Tisches" zur Einführung des islamischen Religionsunterrichts an hessischen Schulen. Von 2010 bis 2020 war er Mitglied des Vorstands der Islamischen Gemeinschaft der schiitischen Gemeinden Deutschlands (IGS) und wirkte maßgeblich an der Gründung ihrer Satzung und Strukturen mit. Kaymakci hat im Jahre 2023 eine Initiative zur Gründung einer Städtepartnerschaft zwischen seiner Geburtsstadt Frankfurt am Main und Bethlehem gestartet.

## „Happy Forest“-Projekt
In Pirmasens entwickelte Kaymakci im Jahr 2017 in Zusammenarbeit mit der Stadtverwaltung und dem Wirtschaftsministerium Rheinland-Pfalz ein Businessansiedlungsprojekt für ausländische Unternehmer. Dies geschah vor dem Hintergrund der wirtschaftlichen Herausforderungen der Stadt, wie einem hohen Wohnungsleerstand, Arbeitslosigkeit, Verschuldung und Bevölkerungsrückgang. Die Initiative zielte darauf ab, ausländische Unternehmen anzuwerben, um die lokale Wirtschaft anzukurbeln. Zu diesem Zweck stellte die städtische Wohnungsgesellschaft ein leerstehendes Wohnareal im Sommerwaldviertel zum Verkauf bereit, das speziell für ausländische Investoren unter dem Namen "Happy-Forest" in Anlehnung entwickelt und vermarktet werden sollte. 2016 wurde ein Kaufvertrag zwischen der städtischen Baugesellschaft und der GK Real Estate GmbH abgeschlossen, die von Kaymakci und einem Partner gegründet wurde. Die GK Real Estate GmbH wurde nach vollständiger Zahlung des Kaufpreises Eigentümerin des bisher brachliegenden Wohnareals. Der Kaufvertrag legte fest, dass die Wohneinheiten ausschließlich an ausländische Investoren verkauft werden dürfen und nicht im lokalen Markt angeboten werden können. Kaymakci unternahm auf Wunsch der Stadt Pirmasens mehrere Wirtschaftsdelegationsreisen, darunter nach China und Vietnam, um das Projekt zu bewerben. Die Initiative führte in den Jahren 2018 und 2019 zu einem Anstieg von rund 33 % bei der Gründung neuer GmbHs im Rahmen des Projekts.
Ab 2020 schränkte das Land Rheinland-Pfalz über die Aufsichts- und Dienstdirektion in Trier die weitere Ansiedlung in Pirmasens ein, um eine bevorzugte Ansiedlung in einer bestimmten Region des Bundeslandes zu verhindern und eine einheitliche Handhabung der Einreiseverfahren für ausländische Unternehmer gemäß § 21 Aufenthaltsgesetz sicherzustellen. Dies führte dazu, dass das Projekt in Pirmasens nicht weiter vorangetrieben werden konnte. Kaymakci kritisierte die Entscheidung der Aufsichts- und Dienstdirektion Trier und betonte die Ignorierung der unterschiedlichen wirtschaftlichen Entwicklungen in verschiedenen Regionen. Er argumentierte, dass das regionale wirtschaftliche Interesse in strukturschwachen Gebieten anders zu bewerten sei als in florierenden Regionen und dass daher eine privilegierte Ansiedlung in wirtschaftsschwachen Gebieten notwendig sei. Trotz des starken Interesses der Stadt Pirmasens an der Ansiedlung ausländischer Unternehmen war es nicht möglich, die Entscheidung der Aufsichts- und Dienstdirektion anzufechten, was dazu führte, dass strengere interne Verwaltungsrichtlinien eingeführt wurden und das Happy-Forest-Projekt nicht weiter verfolgt werden konnte. Viele der in Pirmasens etablierten Unternehmen zogen aufgrund der mangelnden Unterstützung des Landes in wirtschaftlich attraktivere Regionen, wodurch der Stadt Pirmasens Gewerbesteuereinnahmen und Arbeitsplätze verlorengingen. 
Kaymakci geriet zudem in den Verdacht bei seiner anwaltlichen Beratung für ausländische Unternehmer gegen das Aufenthaltsgesetz verstoßen zu haben. Am 13. April 2023 fand eine polizeiliche Durchsuchung seiner Kanzlei, seines Büros in Pirmasens sowie seiner Frankfurter Wohnung statt und wurde vorübergehend in Untersuchungshaft genommen. Die Haftbeschwerde von Kaymakci vor dem Amtsgericht Frankfurt war erfolgreich. Wegen mangelnder Geschäftsaktivitäten einiger von ihm beratenen Unternehmen, wurde ihm vorgeworfen ausländische Unternehmer bei der Gründung von Scheinfirmen und Scheinwohnsitzen im "Happy-Forest" Viertel unterstützt zu haben. 
Seine Erfahrungen in der Haft hat er in einem Tagebuch aufgezeichnet, das unter dem Titel „Unverhoffte Erkenntnisse - Tagebuch eines gefangenen Anwalts“ im Jahr 2024 veröffentlichen werden wird.